# アンリ＝ジョルジュ・クルーゾー
アンリ＝ジョルジュ・クルーゾー （Henri-Georges Clouzot, 1907年11月20日 - 1977年1月12日） は、フランスの映画監督・映画プロデューサー・脚本家。サスペンスやフィルム・ノワールの監督として有名。映画史上初めて世界三大映画祭の全てで最高賞を受賞した監督でもある。また、ヌーヴェル・ヴァーグの生みの親とも言われている。

## 来歴
1907年11月20日、ドゥー＝セーヴル県ニオールで生まれる。両親は書店を経営していた。18歳でパリに移住し、政治学を学ぶ。この時期、数人の雑誌編集者と知り合う。その後、ドイツに渡り、ベルリンの映画会社で外国映画の翻訳を担当。この時期、F・W・ムルナウやフリッツ・ラングの作品に影響を受ける。また、アドルフ・ヒトラーのパレードを数回目撃したという。
1930年代から脚本家として活動を始める。同時に1931年に最初の短編『La terreur des Batignolles』（1931年）を製作し、映画監督としてデビュー。その後、1933年に長編『Tout pour l'amour』をジョー・メイと、翌1934年にも『Caprice de princesse』をカール・ハートルとそれぞれ共同で監督する。
第二次世界大戦中の1942年にサスペンス『犯人は21番に住む』を発表。興行的にも批評的にも成功する。続く『密告』（1943年）も商業的な成功を収めた。しかし、同作の内容から対独協力を疑われて沈黙を余儀なくされ、戦後、ジャン・コクトーらの支援を受けて、1947年の『犯罪河岸』で映画界に復帰するとともに、同作でヴェネツィア国際映画祭監督賞を受賞する。2年後には『情婦マノン』（1949年）が同映画祭で金獅子賞を受賞した。
1953年、イブ・モンタンを主演に起用し、トラックでニトログリセリンを運搬する4人の男を描いた『恐怖の報酬』を発表。同年のベルリン国際映画祭で金熊賞、カンヌ国際映画祭でグランプリを受賞し、世界三大映画祭の最高賞を全て獲得した映画史上初めての監督となった。同作は翌1954年の英国アカデミー賞でも作品賞を受賞している。1955年にはアルフレッド・ヒッチコックの作品から影響を受けて製作した『悪魔のような女』を発表。衝撃的な結末が話題となり、製作者側から「鑑賞後、ストーリーを決して口外しないように」という注意がなされたほどである。同作はルイ・デリュック賞を受賞した。1956年にはパブロ・ピカソの創作活動をフィルムに収めたドキュメンタリー『ミステリアス・ピカソ 天才の秘密』を発表。第9回カンヌ国際映画祭で審査員特別賞を受賞した。なお、本作の中でピカソが描いた絵画は全て現存していないという。
ヌーヴェル・ヴァーグが台頭した1960年代にはブリジット・バルドーを主演に起用した『真実』（1960年）などを発表したほか、テレビシリーズなども手がけた。大指揮者ヘルベルト・フォン・カラヤンは、レコードから映像記録へ本格的に進出するにあたり、1965年12月に協力者としてクルーゾーをベルリンとウィーンへ招聘。2ヶ月間で4本の演奏映画の監督を委嘱したのち、5本目では自ら共同監督として技術の吸収につとめた。1968年の『囚われの女』を最後に引退。
1977年1月12日、心臓発作のためパリの自宅にて死去。69歳。

## 私生活
1950年に女優のヴェラ・ギブソン＝アマドと結婚。ヴェラはその後、クルーゾーの4本の作品に出演するが、1960年に死去。クルーゾーはその3年後の1963年にイネス・ド・ゴンザレスと再婚し、生涯を共にした。また、1960年代にはカトリックに改宗している。

## 作品
- La terreur des Batignolles （1931年） 短編
- Tout pour l'amour （1933年） ジョー・メイと共同監督
- Caprice de princesse （1934年） カール・ハートルと共同監督
- 犯人は21番に住む L'Assassin habite... au 21 （1942年）
- 密告 Le Corbeau （1943年）
- 犯罪河岸 Quai des Orfèvres （1947年）
- 情婦マノン Manon （1949年）
- 二百萬人還る Retour à la vie （1949年） オムニバス
- Miquette et sa mère （1950年）
- Le voyage en Brésil （1950年） 未完
- 恐怖の報酬 Le Salaire de la Peur （1953年）
- 悪魔のような女 Les Diaboliques （1955年）
- ミステリアス・ピカソ 天才の秘密 Le Mystère Picasso （1956年） ドキュメンタリー
- スパイ Les Espions （1957年）
- 真実 La Vérité （1960年）
- L'enfer （1964年）
- Die Kunst des Dirigierens （1965年） テレビシリーズ
- Messa da Requiem von Giuseppe Verdi （1967年） テレビ映画
- 囚われの女 La Prisonnière （1968年）